# Pablo Muñoz Crespo
Pablo Muñoz Crespo (San Sebastián de los Reyes, 4 de septiembre de 2003) es un futbolista español que juega como centrocampista en el Marbella C.F de la Primera Federación cedido por el Real Club Deportivo de la Coruña.

## Trayectoria
Pablo se forma en el fútbol base del Alcobendas CF y CD Chamartín Vergara antes de unirse al Rayo Vallecano en 2018, debutando con el filial rayista el 11 de septiembre de 2022 al partir como titular en una derrota por 3-1 frente al CD Canillas en la Tercera Federación. Unos meses atrás, el 20 de mayo, se oficializaba su renovación con el club, ascendiendo definitivamente al equipo filial.
Logra debutar con el primer equipo el 18 de octubre de 2022 al entrar como suplente en los minutos finales de un empate por 1-1 frente al Atlético de Madrid en la Primera División.
El 1 de septiembre de 2023, firma por el R. C. Deportivo de La Coruña de la Primera Federación.

## Clubes
Actualizado al último partido disputado el 29 de octubre de 2022.
| Club                         | País   | Año       | Partidos | Goles |
| ---------------------------- | ------ | --------- | -------- | ----- |
| Rayo Vallecano "B"           | España | 2022-2023 | 6        | 1     |
| Rayo Vallecano               | España | 2022-2023 | 2        | 0     |
| R. C. Deportivo de La Coruña | España | 2023-act. | 2        | 0     |